# Sant Salvador de Barruera
Sant Salvador és una església romànica prop del poble de Barruera, centre actual de la vall de Boí, pertanyent al terme municipal de la Vall de Boí, i dins de l'antic terme de Barruera. No pertany al grup d'esglésies romàniques de la Vall de Boí declarat Patrimoni de la Humanitat per la UNESCO. Fa poc temps la van reconstruir, ja que estava en ruïnes. És al nord-oest del nucli del poble de Barruera, en un coster del Serrat de les Costes, a 1.524 m. alt., és a dir, 400 metres per damunt del cap del poble. S'hi arriba en una hora i mitja de forta pujada, per un camí que ressegueix el barranc de Sant Salvador, des del mateix poble de Barruera.
D'aquesta església, no se'n té cap mena de documentació, de cap època. Només l'aparell constructiu permet de datar-la en el romànic. És un temple d'una sola nau, coberta amb embigat de fusta, i amb absis semicircular al costat de llevant. Té una porta al mur de migdia i un campanar d'espadanya (amb una finestra sense campana) al mur occidental. Es tracta d'una obra rústica de finals del segle xii, que recorda, per la disposició dels seus elements, les ermites de Sant Quirc de Durro o de Taüll.

## Imatges

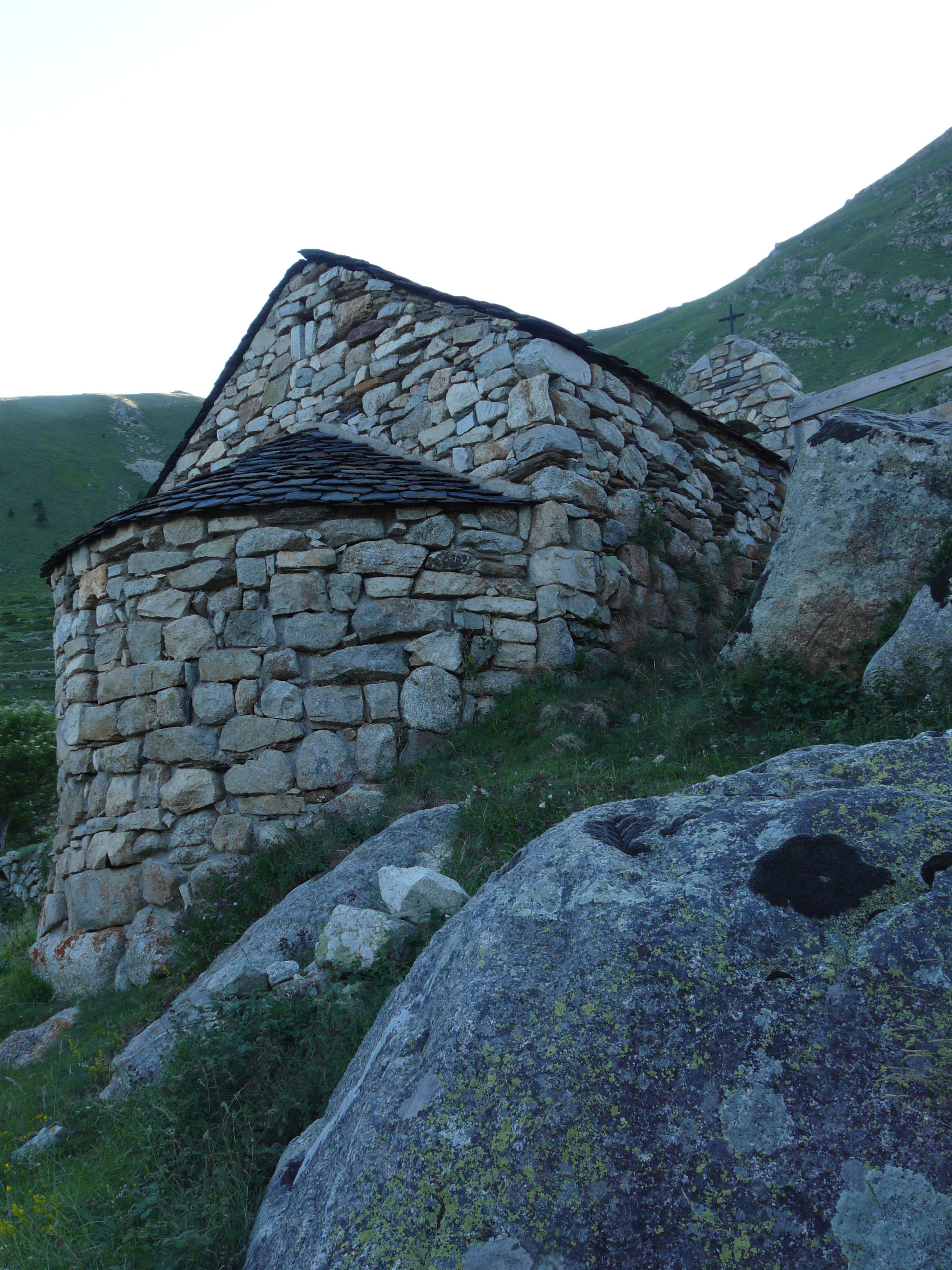
absis.
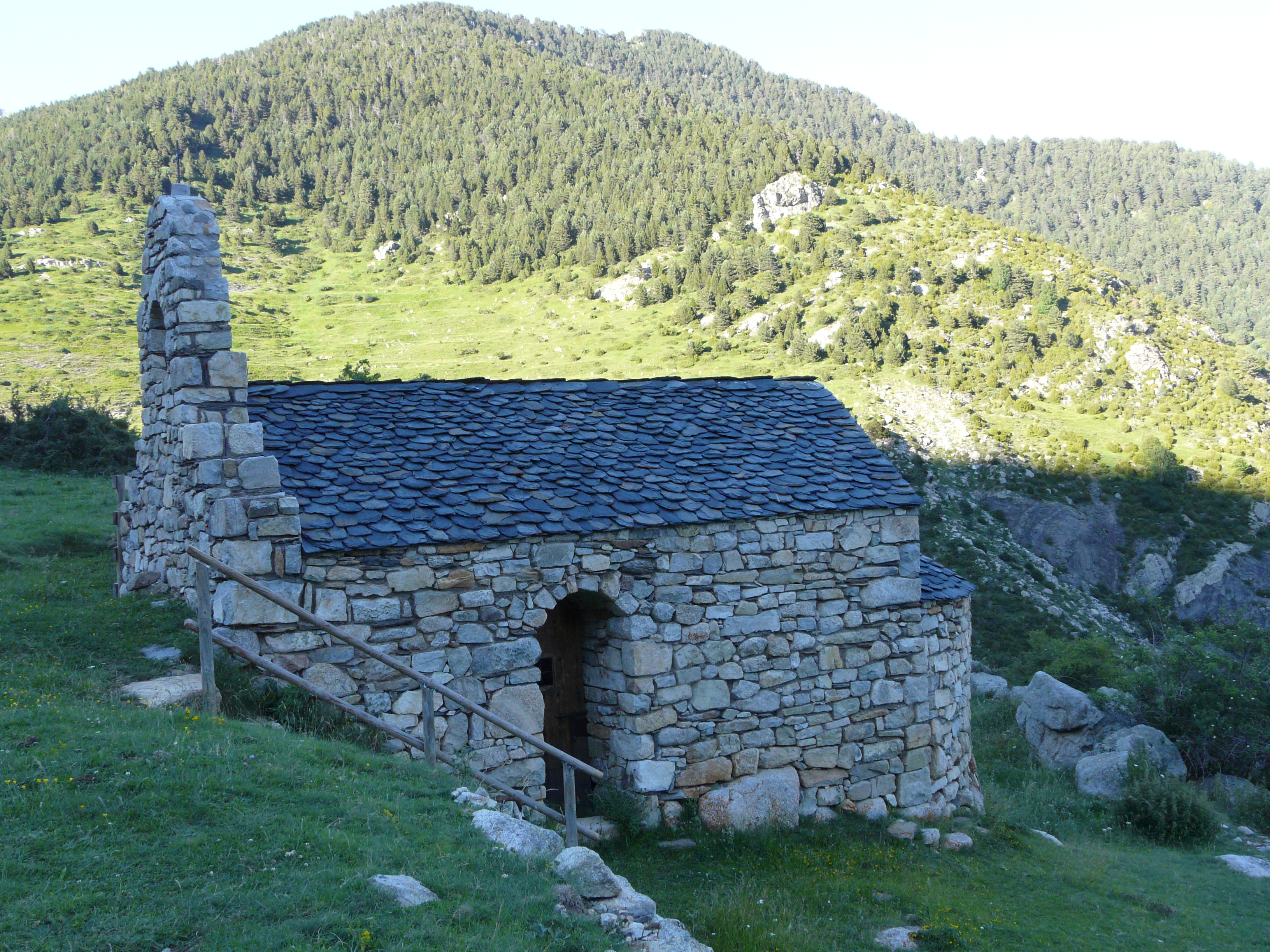
el mur sud.
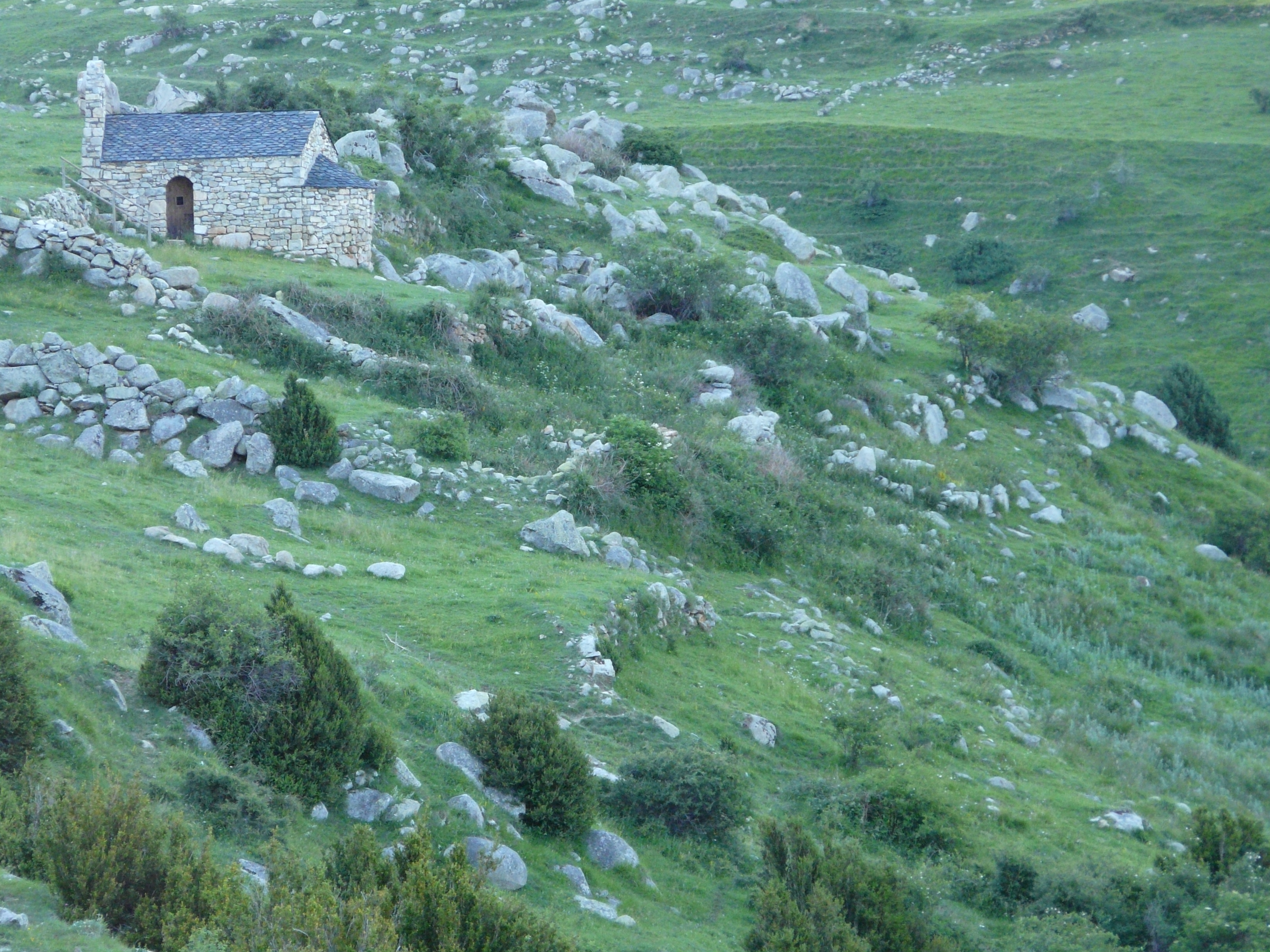
des del sud.
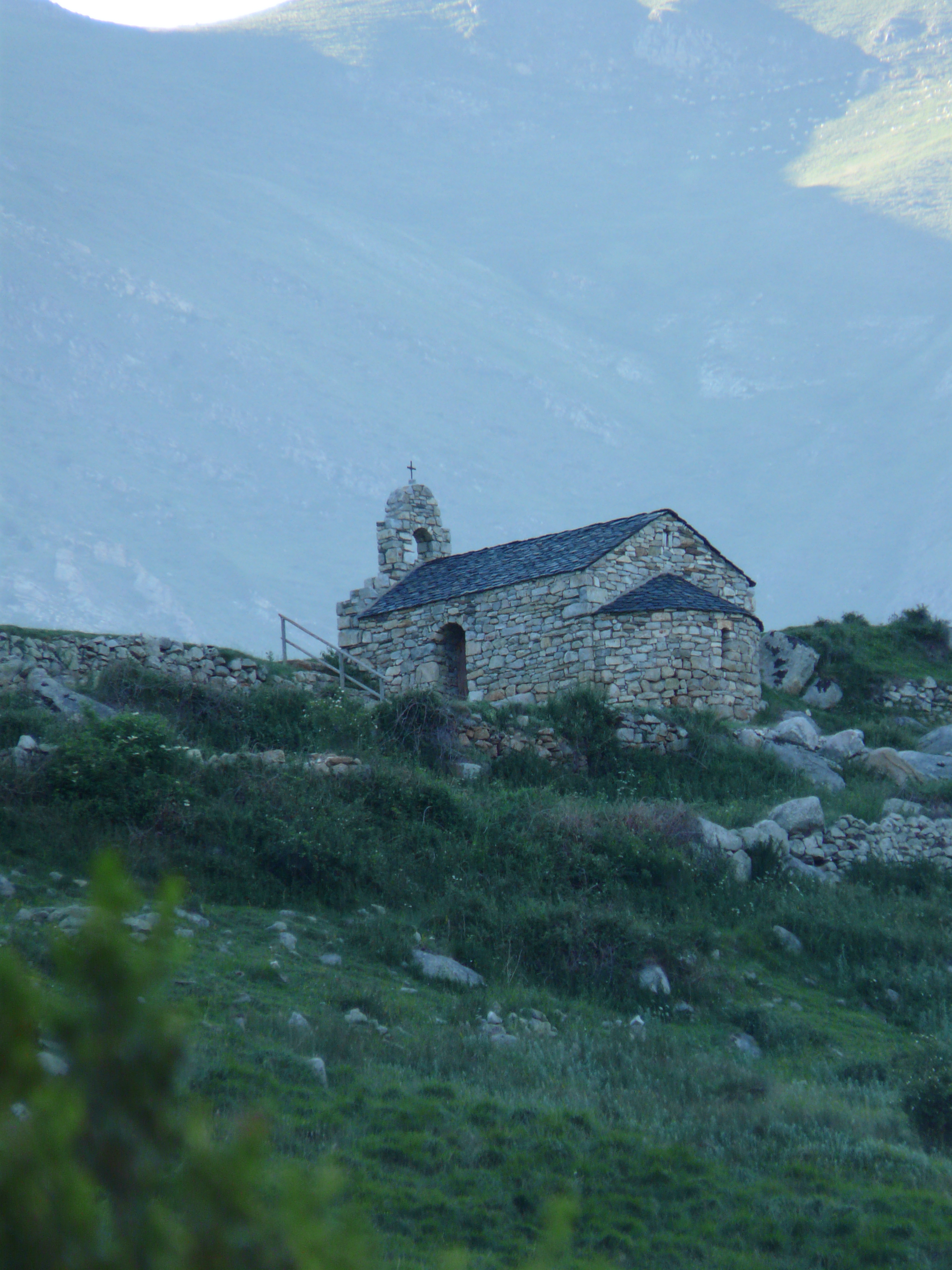
des del sud-est.
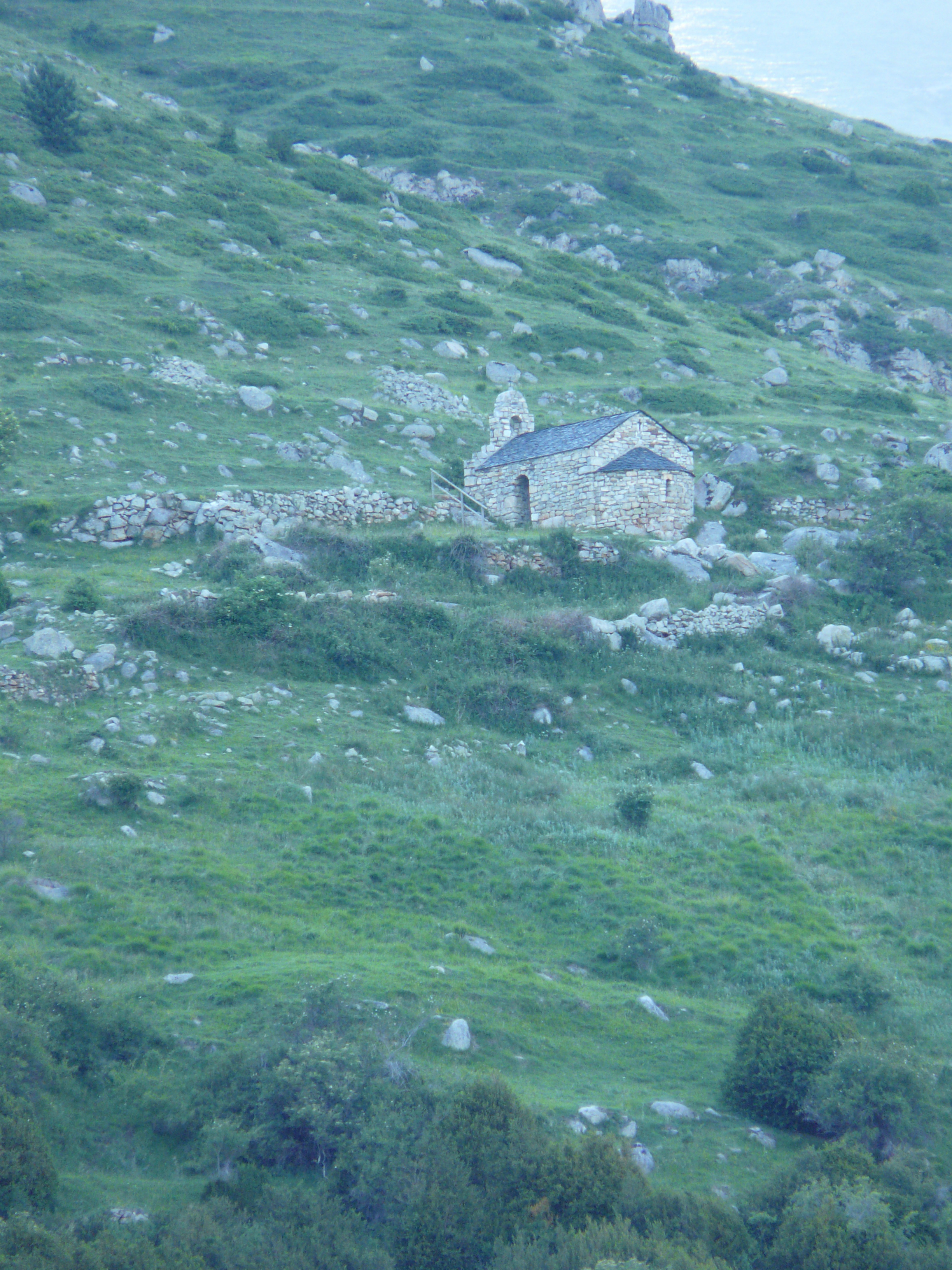
des del sud-est.
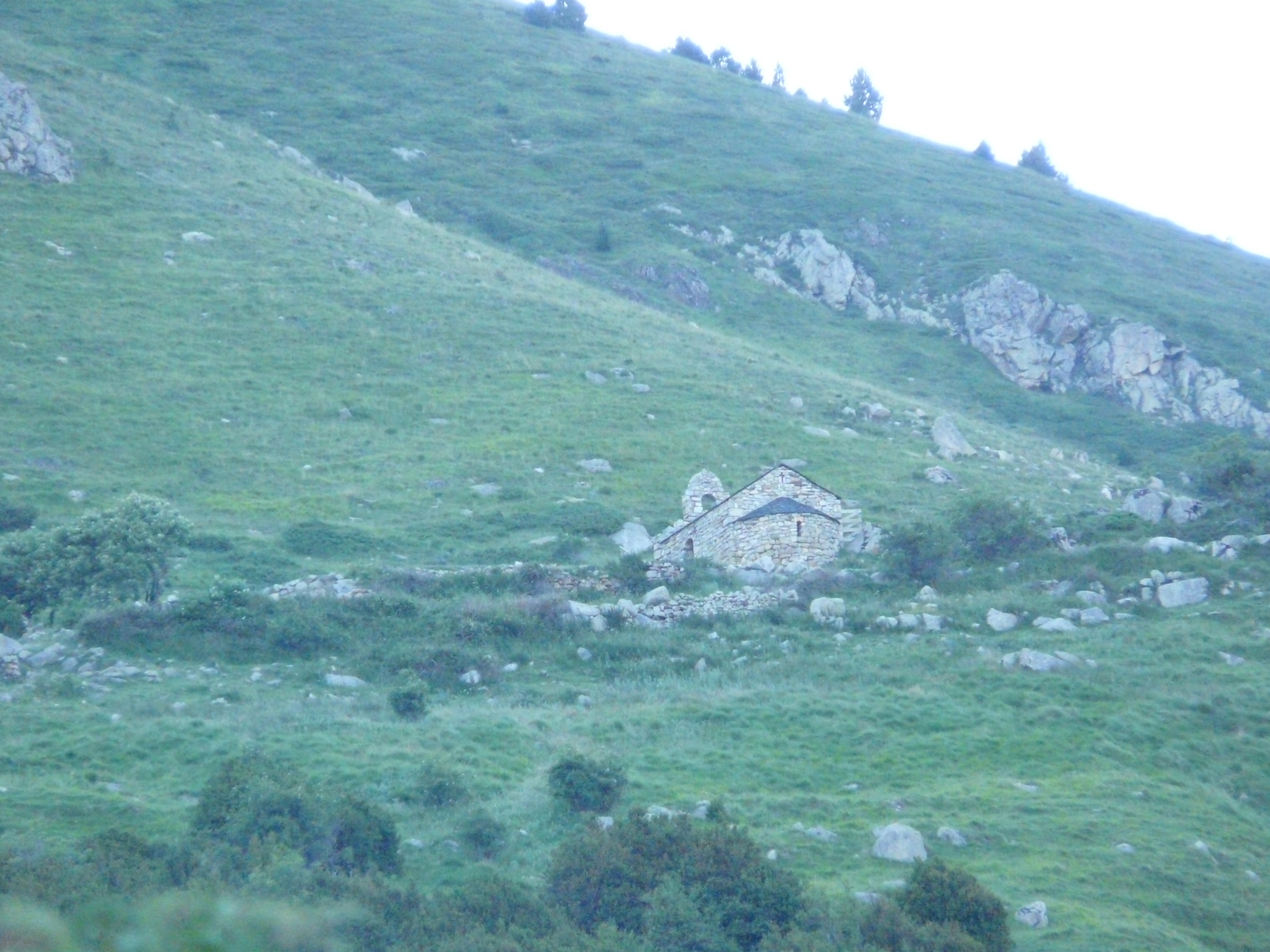
des de l'est.